# Лоло-бирманские языки
Лоло-бирманские языки — крупнейшая ветвь в составе тибето-бирманских языков. Распространены главным образом в Мьянме и КНР (Юньнань, юг Сычуани и запад Гуйчжоу), а также в Таиланде, Лаосе, Вьетнаме и Индии. Общее число говорящих — около 42 млн человек (в том числе около 32 млн человек на бирманском и около 2 млн — на языке носу), что составляет около 2/3 общего числа говорящих на тибето-бирманских языках.

## Название
Хотя в русском языке прочно закрепилось название «Лоло-бирманские языки» и другие варианты не употребляются, в английском существует несколько конкурирующих вариантов, которые в основном разнятся названием лолойских языков: Lolo-Burmese, Burmese-Lolo, Yipo-Burmic, Burmish-Yiish, Burmese-Yipho, Burmish-Ngwi и т. д.

## Классификация
Лоло-бирманские языки делятся на 3 основные группы.
- бирманская группа[англ.]: бирманский, цзайва (цайва, аци, зи), ачанский (нгочанг), лаши (язык) (лэци, лачик), хпон (пхон), бола (пела), мару (лхао-во, лонг), распространенные на севере Мьянмы вдоль границы с Китаем и в с соседних районах Китая. Носители всех северных языков, кроме хпон, считаются качинами и почти все владеют качинским.
- лолойская группа (нгви, лоло, ийская, ньи) делится на 3—4 подгруппы, однако границы между ними довольно расплывчатые. Как показывают недавние исследования многие из названных языков оказываются кластерами из нескольких близкородственных, но взаимнонепонятных языков, так что по некоторым оценкам число лолойских языков может достигать 90—100. Распространены в основном в Китае по всей территории Юньнани, на юге Сычуани, западе Гуйчжоу, а в результате относительно недавних миграций также на востоке Мьянмы, севере Таиланда, Лаоса и Вьетнама.
  - северная подгруппа: нусу (часть народа ну), насу, носу, нису (на последних трёх говорят группы народа и) и другие;
  - центральная подгруппа: сани, аси, ажа, аже, лаху, лису, лолопо (липхо или липо), лалуо, заузоу (жоужо) и другие;
  - южная подгруппа: языки акоидные (языки акха, хани, сила), бисоидные (языки бису, пхуной, пьен), би-ка (языки пиё, кадуо, мпи), угонг, цзино, гокхю и другие;
  - юго-восточная подгруппа (пхула): языки пхула, ача (ажа), мунджи (муцзи), пхова, лахгы и другие;
- группа наси (нахи) — языки наси и мосо (на) (Китай: Юньнань, Сычуань)

## Лингвистическая характеристика
Лоло-бирманские языки — слоговые, изолирующие с тенденцией к агглютинации.

### Фонология
Слог обычно состоит из начального согласного и гласного, иногда с сонорной медиалью между ними (w, y, реже r, l). В некоторых языках возможны конечные согласные (в старобирманском, севернобирманских, бисоидных языках). В одних языках почти все слова моносиллабические, в других могут состоять из 2-3 слогов.
Для всех языков характерен богатый консонантизм, которые может включать до 4 рядов смычных (t, tʰ, d, реже nd), пре-аспирированные или глухие сонанты (ʰm, ʰn, ʰl, ʰŋ, ʰɲ), несколько рядов переднеязычных спирантов и аффрикат (зубные, ретрофлексные, альвео-палатальные), латеральные спиранты, денто-латеральные аффрикаты и очень редкие велярно-латеральные аффрикаты (в некоторых юго-восточно-лолойских языках).
Для вокализма характерно наличие 9-12 оральных гласных, в том числе центрального ряда (ɨ, ɚ, ə), неогубленных гласных заднего ряда (ɯ, ɤ, ʌ, ɑ), различение гласных среднего ряда по подъёму (e/ɛ, o/ɔ). Встречаются слоговые носовые сонанты (m̩, ŋ̩, ɹ̩, r̩) и слоговые спиранты (z̩, β, ʙ̩).
Все лоло-бирманские языки — тоновые, обычно различаются 3-4 тона, иногда до 6-7, часто также различаются разные типы фонации.

### Морфология
Грамматические значения выражаются именными и глагольными служебными морфемами, почти всегда постпозитивными. Слова со значением качества сочетаются с глагольными морфемами и обычно считаются глаголами. Именные морфемы обозначают число и синтаксическую функцию имени, глагольные имеют значение времени, аспекта, модальности и др. Согласование в глаголе обычно отсутствует.
Как и во многих других тибето-бирманских языках, каузатив у некоторых глаголов образуется супплетивно или с помощью внутр. флексии — чередованием начальных согласных и/или тонов (рефлекс давно исчезнувшего префикса *s-), напр. лаху:
- dɔ̀ ‘пить’ — tɔ ‘поить’,
- mɔ̀ ‘видеть’ — mɔ ‘показывать’.

### Синтаксис
Порядок слов в предложении обычно SOV.
В словосочетании зависимое слово ставится предшествует главному, кроме определений с качественным и количественным значением (в отдельных языках встречаются исключения).
Качественные прилагательные присоединяются по-разному в зависимости от отчуждаемости/неотчуждаемости; напр. в акха:
- ŋà-sʲʰà jɔ-né ‘красная рыба’ (сейчас красного цвета, с частицей jɔ перед прилагательным),
- ŋà-sʲʰà ŋà né ‘красная рыба’ (как тип рыбы, всегда красная, с редупликацией первого слога существительного).

Числительные обязательно употребляются с классификаторами (счётными словами); напр., в яз. лису:
- ɑ55nɑ21 sɑ̱44 mɑ̱44 ‘три собаки’ (букв. — «собаки три штуки»);
- при этом главное слово иногда может опускаться: sɑ̱44 pɑ55lɑ̱21 ‘отец и два ребёнка’ (букв. — три штуки «отца и детей»).

Если существительное имеет постпозитивное определение, служебные морфемы ставятся после него, то есть они оформляют именное словосочетание, а не само имя.

## Письменность
Бирманский язык пользуется слоговой письменностью индийского происхождения, существующей с XI в.
Для записи языков носу, нису, насу со средневековья используется словесно-слоговая письменность (классическое письмо и), сохранившаяся сейчас в нескольких разновидностях. С 1970-х гг. официальным для них является слоговое письмо (современное письмо и).
Для наси сохраняются пиктографическая (геба) и слоговая (донгба) письменности.
Для многих языков созданы письменности на латинской графической основе (наси, лису, лаху, хани, ачан, цайва). Для языков липо и насу используется также слоговое письмо Полларда, а для лису — т. н. алфавит Фрейзера.

## Изучение
Лоло-бирманские языки — одна из наиболее изученных ветвей тибето-бирманских языков. В Европе первые сведения об этих языках (кроме бирманского) появились в конце XIX века. Их изучают главным образом в США, КНР, Австралии и Японии. Сравнительные или обобщающие исследования принадлежат Р. Бёрлингу (США), Т. Нисиде (Япония), Дж. А. Матисоффу (США), Д. Брэдли (США/Австралия), Сунь Х. (КНР), Тёргуду Г. (США), в России — И. И. Пейросу (РФ/Австралия).